# James LoMenzo
James LoMenzo, pseud. JLo (ur. 13 stycznia 1959 w Nowym Jorku) – amerykański basista, muzyk, kompozytor i instrumentalista. Występował w takich grupach muzycznych jak: Slash’s Snakepit, Black Label Society, Megadeth, Ozzy Osbourne.

## Dyskografia
Rondinelli
- Wardance (1996)

White Lion
- Pride (1987)
- Big Game (1989)
- Mane Attraction (1991)
- The Best Of (1992)

Pride & Glory
- Pride & Glory (1994)

Zakk Wylde
- Book of Shadows (1996)

David Lee Roth
- Diamond Dave (2003)

Black Label Society
- Hangover Music Vol. VI (2004)
- Mafia (2005)

Megadeth
- Gigantour 2 (2006)
- United Abominations (2007)
- Endgame (2009)
- Blood in the Water: Live in San Diego (2010)

Tim „Ripper” Owens
- Play My Game (2009)